# PSR B1257+12 b
PSR B1257+12 b, eller Draugr och PSR B1257+12 A, är en exoplanet i bana kring pulsaren PSR B1257+12 i Jungfruns stjärnbild. Exoplaneten är den innersta planeten av tre upptäckta och kretsar kring pulsaren på ett avstånd på 0,19 AU med en omloppstid på ungefär 25 dygn. År 1997 trodde man att planeten var en artefakt skapad av solvinden, men sedan dess har denna teori prövats och helt tagits bort. Planeten har omkring dubbelt så stor massa som månen, det vill säga 0,00007 MJ eller 0,020 ± 0.002 M⊕.

## Namngivning
Vid upptäckten fick exoplaneten designationen PSR B1257+12 A enligt den standard som tillämpades tidigare. Den fick senare den designationen PSR B1257+12 b enligt den nomenklatur som kom att fastslås.
I juli 2014 utlyste Internationella astronomiska unionen en namngivning för exoplaneter och deras värdstjärnor. Namngivningen omfattande en offentlig omröstning om de nya namnen där alla var välkomna att delta. I december 2015 kungjordes resultatet, och exoplaneten fick namnet Draugr, ett förslag som lades fram av the Planetarium Südtirol Alto Adige i Karneid, Italien. Draugr syftar inom nordisk mytologi på dels en gravsatt död människa och dels en gengångare, vars kropp går igen.